# Чилеклер
Чилеклер (на гръцки: Χαμοκέρασα, Хамокераса, до 1927 година Τσιλεκλέρ, Цилеклер) е село в Република Гърция, разположено на територията на дем Бук (Паранести), област Източна Македония и Тракия.

## География
Селото ке намира на 320 m надморска височина североизточно от Драма.

## История
В края на XIX век Чилеклер е село в Драмска кааза на Османската империя. След Междусъюзническата война попада в Гърция.
След Първата световна война населението на Чилеклер е изгонено в Турция, а в селото са настанени петдесетина семейства гръцки бежанци. През 1927 година името на селото е сменено на Хамокераса. Към 1928 година селото е изцяло бежанско с 31 семейства и общо 112 души.
Населението произвежда тютюн, жито и други земеделски култури, а се занимава частично и с краварство.
| Година    | 1913 | 1920 | 1928 | 1940 | 1951 | 1961 | 1971 | 1981 | 1991 | 2001 | 2011 | 2021 |
| --------- | ---- | ---- | ---- | ---- | ---- | ---- | ---- | ---- | ---- | ---- | ---- | ---- |
| Население | 100  | 96   | 155  | 198  | 201  | 177  | 111  | 91   | 113  | 115  | 81   | 65   |